# Empty Saddles
Empty Saddles est un western américain réalisé par Lesley Selander, sorti en 1936.

## Fiche technique
- Titre : Empty Saddles
- Réalisation : Lesley Selander
- Scénario :
- Musique :
- Photographie :
- Montage :
- Société de production :
- Pays d'origine :  États-Unis
- Durée : 67 minutes
- Date de sortie :
  - États-Unis : 20 décembre 1936

## Distribution
- Buck Jones : Buck Devlin
- Louise Brooks : 'Boots' Boone
- Harvey Clark : 'Swaps' Boone
- Charles Middleton : Cimarron 'Cim' White
- Lloyd Ingraham : Lem Jessup, alias Jim Grant
- Frank Campeau : Kit Kress
- Earl Askam : Henchman Red Madden
- Ben Corbett : Vegas, head drover
- Niles Welch : Jasper Kade
- Gertrude Astor : Eloise Hayes
- Claire Rochelle : Madge Grant
- Charles Le Moyne : Mace
- W. E. Lawrence : Cull Cole